# Martin Reuther
Martin Reuther (* 23. Juni 1901 in Seidau; † 28. Mai 1975 in Bautzen) war ein deutscher  Kartographiehistoriker und Archivar.
Nach Schulbesuch, Studium und Promotion in Dresden war Reuther bis 1945 als Studienrat in Dresden tätig und unterrichtete Geschichte und Geographie. Nach der Ausbombung ging er in seinen Heimatort zurück und wurde 1948/49 in der Stadtbibliothek Bautzen unter Jakob Jatzwauk tätig. Ab 1. August 1949 arbeitete er am Sächsischen Landeszweigarchiv für die Oberlausitz in Bautzen, dessen Leitung er 1951 bis zu seinem Ruhestand 1969 übernahm. Im Januar 1959 erhielt Reuther als Spezialist auf dem Gebiet der Kartengeschichte einen Lehrauftrag am damaligen Institut für Kartographie der Technischen Universität Dresden. Seine Vorlesungsmanuskripte werden in der SLUB Dresden aufbewahrt.

## Veröffentlichungen
- Die Oberlausitz im Kartenbild des 16. bis 18. Jahrhunderts: mit besonderer Berücksichtigung der deutsch-sorbischen Sprachgrenzenkarten von Scultetus und Schreiber. In: Lětopis: Jahresschrift des Instituts für Sorbische Volksforschung. Reihe B, 1 (1953), S. 154–172.
- Der Görlitzer Bürgermeister, Mathematiker, Astronom und Kartograph Bartholomäus Scultetus (1540–1614) und seine Zeit. In: Wissenschaftliche Zeitschrift der Technischen Hochschule Dresden. 5 (1955), S. 1133–1161.
- Die Darstellung der Ober- und Niederlausitz auf den ältesten Deutschlandkarten. In: Lětopis: Jahresschrift des Instituts für Sorbische Volksforschung. Reihe B, 2 (1955), S. 127–142.
- Bartholomäus Scultetus (1540–1614), der Schöpfer der ersten deutschen Sprachgrenzenkarte. In: Petermanns geographische Mitteilungen. 101 (1957), S. 61–65.
- Metzker-Scharfenbergs ‚Abkontrafeitung der Stadt Görlitz im 1565 Jar‘ im Spiegel stadtgeschichtlicher Betrachtung. In: Heimatkunde und Landesgeschichte. zum 65. Geburtstag von Rudolf Lehmann. 65 (1958), S. 52–90.
- Bemerkungen zu einigen Problemen und offenen Fragen der Kartengeschichte. In: Wissenschaftliche Zeitschrift der Technischen Hochschule Dresden. 15/71 (1966), S. 167–171.
- Die Tontafelkarte von Momignies im Lichte der historischen Kartographie. In: Das Altertum. 13 (1967) 1, S. 50–56.
- Entwicklung und Probleme der Globengeschichte bis zu Gerhard Mercator im Rahmen der Kartengeschichte. In: Veröffentlichungen des Staatlichen Mathematisch-Physikalischen Salons, Forschungsstelle Dresden-Zwinger. 5 (1967), S. 157–191.
- Goethes Beziehungen zur Geographie, insbesondere zur Landschaft: Ein Beitr. zur Geschichte der Geographie. In: Studia z dziejow geografii i kartografii. (1973), S. 367–384.